# San Antonio Tlaltecahuacán
San Antonio Tlaltecahuacán är en ort i Mexiko, tillhörande kommunen Tlalmanalco i delstaten Mexiko. San Antonio Tlaltecahuacán ligger i den centrala delen av landet och tillhör Mexico Citys storstadsområde. Orten hade 1 771 invånare vid folkräkningen 2010.